# Hypotrichea
Classe
Les Hypotrichea sont une classe de protistes de l'embranchement des Ciliés (Ciliophora).

## Répartition
Les espèces composant cette classe ont une répartition cosmopolite. 

## Liste des ordres
Selon GBIF (19 janvier 2023) et le Catalogue of Life (19 janvier 2023) :
- Euplotida
- Oxytrichida
- Stichotrichida
- Urostylida

## Systématique
Le nom valide de ce taxon est Hypotrichea (Stein, 1859) Cavalier-Smith, 1993.